# Bernhard Palme
Bernhard Palme (* 19. Juli 1961 in Wien) ist ein österreichischer Papyrologe und Althistoriker und der erste Universitätsprofessor für Papyrologie an der Universität Wien.

## Leben
Bernhard Palme begann 1979 ein Studium der Alten Geschichte und Geschichte sowie der Ägyptologie und der Klassischen Archäologie an der Universität Wien. Eines seiner Wahlfächer war die von Hermann Harrauer angebotene Papyrologie, dessen erster Diplomand er wurde. Die Sponsion zum Mag. phil. erfolgte 1984, die Promotion zum Dr. phil. 1989, ebenfalls bei Harrauer.
Seit Herbst 1983 ist er Mitarbeiter an der Kommission für Antike Rechtsgeschichte der Österreichischen Akademie der Wissenschaften (zunächst halbtags, derzeit ehrenamtlich). Seit 1986 ist er Redakteur der Zeitschrift Tyche, die von Wiener Althistorikern und Papyrologen herausgegeben wird.
Für 1992 bis 1993 wurde Palme Humboldt-Stipendiat am Institut für Papyrologie der Universität Heidelberg. Danach war er APART-Stipendiat der Österreichischen Akademie der Wissenschaften. 1997 erhielt er als erster Geisteswissenschaftler den Start-Preis des Fonds zur Förderung der wissenschaftlichen Forschung (FWF). Dies ermöglichte ihm und seinem aus Papyrologen verschiedener Länder bestehenden Team, mit einer systematischen Edition unpublizierter Bestände der Wiener Papyrussammlung zu beginnen. Über 60.000 Papyrusurkunden wurden gesichtet.
1998 habilitierte er sich für die Fächer Alte Geschichte und Papyrologie. Im selben Jahr erhielt er den Kardinal-Innitzer-Förderungspreis für Geisteswissenschaften. 2004 erhielt er die Professur für Alte Geschichte und Papyrologie an der Universität Wien. Palme ist Mitglied des Komitees der Association Internationale de Papyrologues und derzeit Leiter des Projekts „Edition griechischer Papyri aus der Sammlung der Österreichischen Nationalbibliothek“. Von 2007 bis 2017 war Palme Mitglied des Wissenschaftlichen Beirats der Kommission für Alte Geschichte und Epigraphik in München; seither ist er ordentliches Mitglied des Deutschen Archäologischen Instituts. 2008 wurde Palme zum korrespondierenden Mitglied und 2012 zum wirklichen Mitglied der philosophisch-historischen Klasse der Österreichischen Akademie der Wissenschaften gewählt. 2015 wurde er in die Academia Europaea gewählt.
Seit 1990 übt er seine Lehrtätigkeit an den Universitäten Salzburg, Graz und Wien (hier seit 1994) aus.
Palme hält an der Universität Wien eine zweisemestrige Einführungsvorlesung in die Papyrologie und bietet ein Seminar an. Mittlerweile wird jährlich eine Diplomarbeit oder Dissertation aus dem Fachbereich Papyrologie abgeschlossen, damit ist die Papyrologie eines der häufigst gewählten Fächer am Wiener Institut für Alte Geschichte und wird dabei nur vom Fach Römische Geschichte übertroffen. Weiters bietet Palme in Wien einführende Lehrveranstaltungen für Studierende der Geschichte an.
Als Professor für Papyrologie plant er ein Doktoratskolleg für Papyrologie, um den bereits vorhandenen internationalen Austausch noch mehr zu forcieren und junge Forscher zu unterstützen, arbeitet Palme an der Realisierung eines Doktoratsstudiums in Kooperation mit anderen europäischen Zentren der Papyrologie wie Oxford, Straßburg sowie Heidelberg und Trier.
Daneben hält er zahlreiche Vorträge zur Alten Geschichte, Papyrologie und griechischen Epigraphik auch an Einrichtungen der Erwachsenenbildung.

## Forschungsschwerpunkte
- „Wiener Editionsprojekt“ (START-Projekt): Edition von unveröffentlichten Papyrusurkunden aus dem ptolemäischen, römischen, byzantinischen und früharabischen Ägypten.
- Bilingue Prozessprotokolle der Spätantike: Kommentierte Neuausgabe aller papyrologisch und epigraphisch überlieferter Akten aus Prozessen.
- Die Rangordnung des spätrömischen Heeres: Systematische Darstellung der internen Organisation der spätrömischen Truppenverbände unter Auswertung der literarischen, juristischen, papyrologischen und epigraphischen Quellen.
- Checklist of Attic Inscriptions I: Decrees: Checklist und Bibliographie zu den nacheuklidischen athenischen Dekreten

## Schriften (Auswahl)
- Das Archiv des Johannes Apaitetes, phil. Diplomarbeit, Wien 1984
- Das Amt des απαιτητής in Ägypten (= Mitteilungen aus der Papyrussammlung der Österreichischen Nationalbibliothek N.S. 20). Hollinek, Wien 1989, ISBN 3-85119-234-6 (Dissertation).
- Verwaltung und Militär im spätantiken Ägypten, geisteswiss. Habil. Schr., Wien 1998 (eingereicht 1997)
- (Hrsg.), Wiener Papyri als Festgabe zum 60. Geburtstag von Hermann Harrauer (P. Harrauer), Wien 2001.
- Dokumente zu Verwaltung und Militär aus dem spätantiken Ägypten (= Corpus Papyrorum Raineri 24). Wien 2002 (Habilitationsschrift).

Dazu zahlreiche Aufsätze, Rezensionen, und kritisch kommentierte Bibliographien